# Тодор Щонов
Тодор Щонов е български актьор.

## Биография
Роден е на 15 ноември 1946 година. През 1972 година завършва театралната академия в класа на професор Гриша Островски. Участва в първия си филм преди да стане студент.

## Телевизионен театър
- „Любов необяснима“ (1976) (от Недялко Йорданов, реж. Недялко Йорданов)

## Филмография
- Едно пътуване до хоризонта (2005) – Шофьорът
- Белег за човещина (1975) – Партизанинът
- 07 обади се („07 zglos sie“) (1976 – 1987), 21 серии, Полша – бодигард (в 1 епизод, „Przerwany urlop“ (1987))
- Хвърчило или прашка (1984)
- Голямата игра (1983), 6 серии – („Большая игра“), СССР / България
- Ако те има (1983)
- Кажи ми, Кармен... (1979)
- По дирята на безследно изчезналите (1978), 4 серии – Марко Фридман
- Иван Кондарев (1974), (2 серии)
- Трудна любов (1974)
- Стихове (1972) – Кореспондентът
- Демонът на империята (1971), (10 серии)
- Герловска история (1971) – Борето
- Небето на Велека (1968) – Мартин като млад
- Игра